# ألكساندرا هارجريفز
ألكساندرا هارجريفز (بالإنجليزية: Alexandra Hargreaves)‏ هي لاعبة اتحاد الرغبي أسترالية، ولدت في 13 نوفمبر 1980 في سيدني في أستراليا.